# 陶廷颺
陶廷颺，清朝政治人物，贵州都勻人，同進士出身。
嘉慶六年（1801年）清高宗九旬辛酉恩科進士，三甲一百十七名，后官山西靈石知縣。